# Traugott Buhre
Traugott Buhre (21 de junio de 1929 - 26 de julio de 2009) fue un actor teatral, cinematográfico y televisivo alemán, uno de los grandes actores de carácter del teatro de su país.

## Biografía

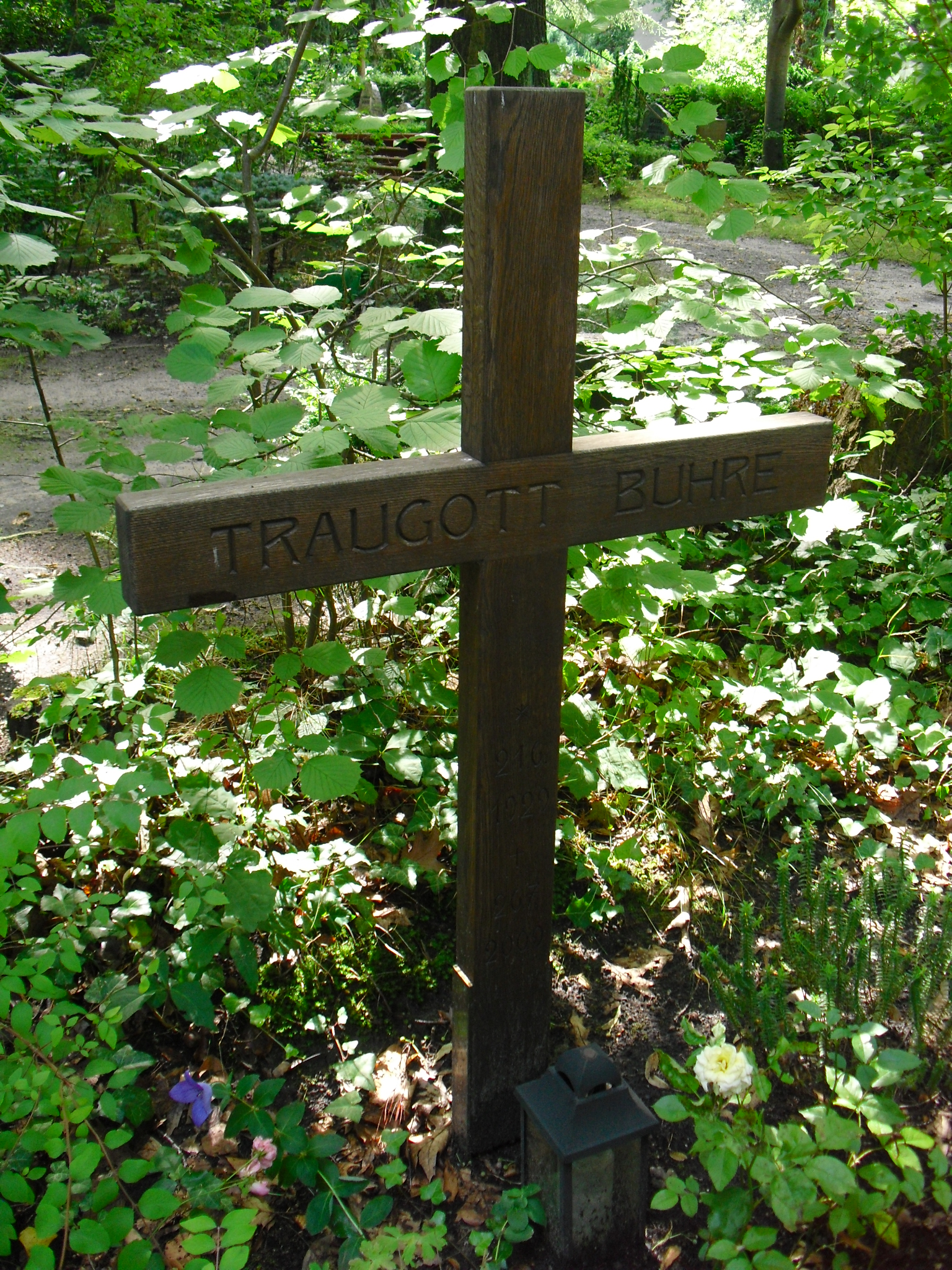
Tumba de Traugott en el Cementerio Lichterfelde

Nacido en Insterburgo, Prusia Oriental (en el actual óblast de Kaliningrado), Buhre era hijo de un Pastor, pero sus padres se divorciaron siendo él todavía un niño. Tras la Segunda Guerra Mundial fue con su madre a la Baja Sajonia. Allí fue granjero, y para su examen de ingreso en la escuela teatral, debía aprender sus textos mientras trabajaba con el tractor. Luego consiguió ser aceptado en la Hochschule für Musik und Theater de Hannover.
Buhre inició su carrera teatral en el Theater Schloss de Maßbach. A lo largo de su trayectoria fue miembro de las compañías de los teatros Badisches Staatsteather Karlsruhe, Staatstheater de Stuttgart, Schauspielhaus de Bochum, Teatro Thalia de Hamburgo, Deutsches Schauspielhaus de Hamburgo, Schaubühne am Lehniner Platz de Berlín, Burgtheater de Viena y Berliner Ensemble.
Sus grandes éxitos teatrales se celebraron principalmente con los directores Claus Peymann y Andrea Breth. Así, trabajó en la obra de Thomas Bernhard Der Theatermacher, dirigida por Peymann en el Festival de Salzburgo, interpretando al personaje titular. La puesta en escena se llevó a cabo en el Schauspielhaus de Bochum, y más tarde en el Burgtheater. La última representación, la 151, se llevó a cabo en enero de 2005 con el Berliner Ensemble.
En Bochum fue Isaac Newton en la obra de Friedrich Dürrenmatt Los físicos. Bajo la dirección de Breth asumió el papel principal de la pieza de Máximo Gorki Die Letzten, siendo invitado a representar la obra en el Festival Berliner Theatertreffen. En el Schauspielhaus Zürich encarnó en 2009 al Almirante en la pieza Immanuel Kant, de Thomas Bernhard, en una producción llevada a cabo por Matthias Hartmann.
Fue conocido por el público por su actuación en las series televisivas Derrick y Tatort. Por su papel principal en Gütt – ein Journalist fue premiado en el Festival de Cin y Televisión de Baden-Baden de 1992 con el premio de la Deutsche Akademie der Darstellenden Künste. Su última actuación frente a las cámaras la hizo en 2009 acompañando a Heino Ferch y Nadja Uhl en Die Toten vom Schwarzwald.
Traugott Buhre era un hombre muy familiar y padre de siete hijos. En el año 1971 su primera esposa intentó suicidarse matando a sus tres hijos, muriendo durante el suceso una de sus hijas. A partir de ese año, Buhre estuvo casado con su segunda esposa, la actriz Brigitte Graf.
Buhre falleció el 26 de julio de 2009, a los 80 años de edad, en Dortmund, Alemania. Fue enterrado en el Cementerio Lichterfelde, en Berlín-Steglitz.

## Filmografía (selección)
- 1972–2008: Tatort (serie TV), episodios:
  - 1972 : Kressin und der Mann mit dem gelben Koffer
  - 1977 : Drei Schlingen
  - 1998 : Bildersturm
  - 1999 : Bienzle und der Zuckerbäcker
  - 2007 : Sterben für die Erben
  - 2008 : Krumme Hunde
- 1973 : Trabajo ocasional de una esclava
- 1975 : Der Kommissar (serie TV), episodio Das goldene Pflaster
- 1975–1995 : Derrick (serie TV), episodios: 
  - 1975 : Ein Koffer aus Salzburg
  - 1977 : Eine Nacht im Oktober
  - 1978 : Ein Hinterhalt
  - 1982 : Eine Falle für Derrick
  - 1986 : Geheimnis im Hochhaus
  - 1990 : Tod am Waldrand
  - 1995 : Derricks toter Freund
- 1979 : Ein Kapitel für sich (miniserie)
- 1983 : Is was, Kanzler?
- 1986 : Mit meinen heißen Tränen (miniserie)
- 1988 : Polizeiinspektion 1 (serie TV), episodio Einmal im Leben
- 1990 : Winckelmanns Reisen
- 1991 : Dieter Gütt – ein Journalist (telefilm)
- 1994 : Ein starkes Team (serie TV), episodio Gemischtes Doppel
- 1995 : Die Versuchung – Der Priester und das Mädchen (telefilm)
- 1996 : Der Trip
- 1996 : Peanuts – Die Bank zahlt alles
- 1997 : Dumm gelaufen
- 1998 : Rosa Roth (serie TV), episodio Jerusalem oder die Reise in den Tod
- 1999 : Nichts als die Wahrheit
- 2000 : Anatomía
- 2001 : Ritas Welt (serie TV)
- 2001 : Blumen für Polt (telefilm)
- 2002 : Vaya con Dios
- 2002 : Sophiiiie!
- 2004 : Schöne Witwen küssen besser (telefilm)
- 2009 : Die Toten vom Schwarzwald (telefilm)

## Audiolibros (selección)
- Levins Mühle – 34 Sätze über meinen Großvater, de Johannes Bobrowski, Lectura, dirección de Rainer Schwarz, 400 Min., mp3-CD, MDR 2005/ Der Audio Verlag 2015, ISBN 978-3-86231-565-9.

## Radio
- 2001 : Józef Ignacy Kraszewski: Gräfin Cosel, dirección de Walter Niklaus (Mitteldeutscher Rundfunk)
- 2005 : Marcus Braun: Delhi, dirección de Oliver Sturm (Südwestrundfunk)
- 2009 : Johan Theorin: Öland, dirección de Götz Naleppa (Deutschlandradio Kultur)